# 슈네발

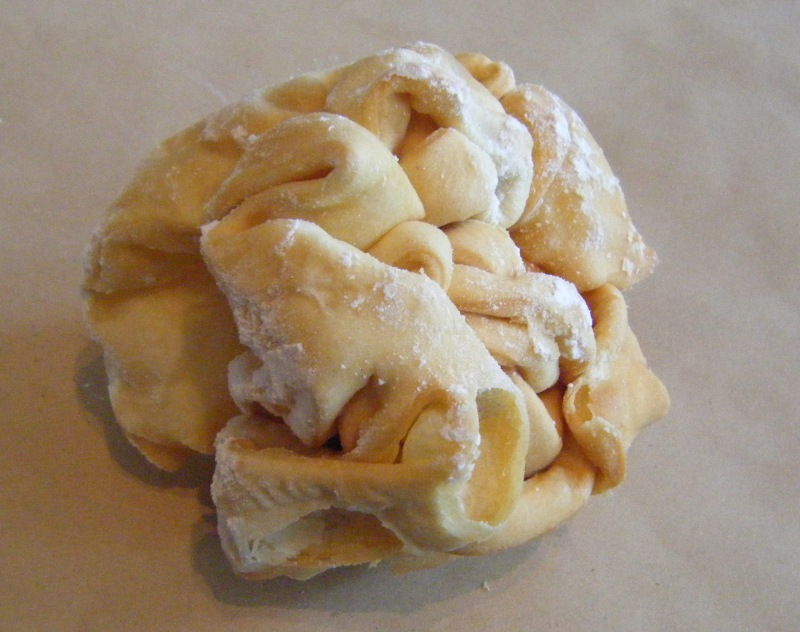
슈네발

슈네발(독일어: Schneeball, 복수형: 슈네발렌(Schneeballen))은 독일 바이에른주 로텐부르크오프데어타우버의 전통 과자이다. 슈네발은 독일어로 "눈덩이"라는 뜻이다.
크기는 약 8cm에서 10cm 정도에 달하며 동그란 공 모양처럼 생긴 페이스트리이다. 밀가루, 달걀, 설탕, 버터, 크림, 자두 시냅스 등을 주재료로 하며 가루 반죽을 독특한 모양으로 구르거나 잘라서 만든다.
취식시에는 나무로 된 소형 망치를 이용해 잘게 부순 뒤 조각을 씹어먹는다.

## 참고
1. ↑  슈니발렌 대체 뭐길래 결국···